# 国鉄UM1形コンテナ

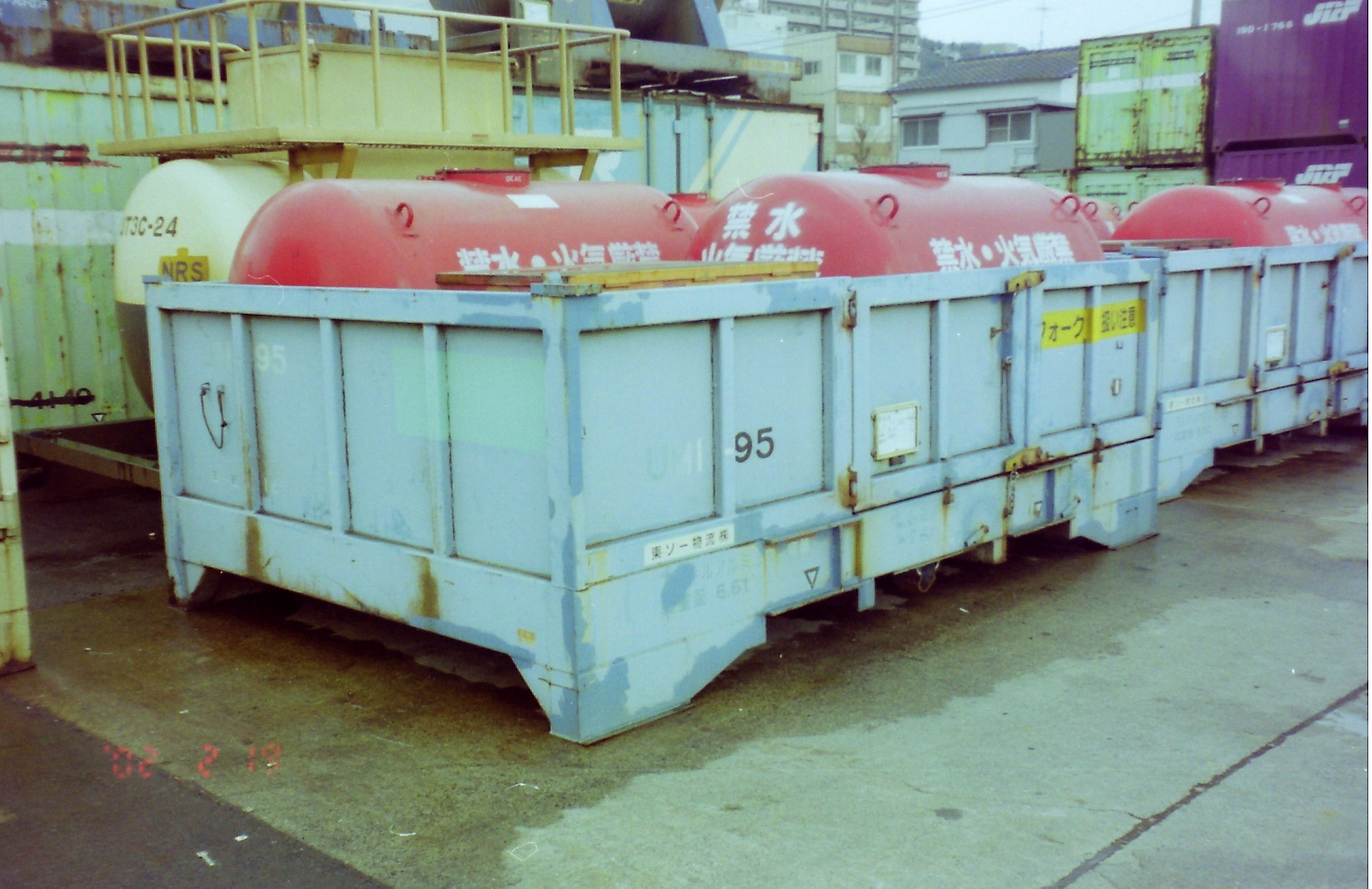
東ソー物流が所有している、ハーフ型。
化学物質を詰め込んだボンベを複数個纏めて運べる構造になっている。
山口／新南陽駅にて、2002年2月19日撮影。

国鉄UM1形コンテナ（こくてつUM1がたコンテナ）とは、日本国有鉄道（国鉄）およびそれを継承した日本貨物鉄道（JR貨物）に籍を編入し、10 ft形または12 ft形を基本とした私有コンテナに属する、無蓋コンテナである。

## 誕生から現在までのあらまし
1970年10月に当時の国鉄により、初代旧・西岡山駅 - 隅田川駅間で初めて私有コンテナの輸送が開始された翌年の1971年より、新形式として登録されたのが始まりである。また1987年4月の国鉄分割民営化後は、日本貨物鉄道（JR貨物）輸送用として籍を編入している。国鉄以外の民間企業や団体等が所有する積載重量が5tまで、総重量は6.8tまでの無蓋コンテナが対象となったが、様々な容姿や構造を持つ個体が一括して包含されている。
なお、この形式での登録は現在の私有コンテナ形式付与基準（コンテナの容積または、床面積で形式番号としている）とは大幅に異なる旧式扱いのために、新規登録は既に終了しているので、現状ではこの形式が消滅するのは時間の問題となっている。

## 特記事項
特殊コンテナゆえの容姿や構造により、以下のグループ分けが存在している。

### 平荷台型コンテナ
コンテナの容姿が、イメージとしてはトラックの荷台が平べったいタイプである。通常の汎用コンテナが登場した昭和中期当時の基本的な高さであった、2,350 mmと比較して、1,165mm（一例の値）と、おおよそ半分程度の高さである事から今日まで通称、「ハーフタイプ」と呼ばれている。
ただし、文献によっては広義の意味として「フラットラックタイプ」とも記されている。

### 親子型コンテナ
誕生のきっかけは、超危険物である二種類の異なる特殊な積荷輸送需要から由来する輸送方法として『親ガメの背中に子ガメを乗せて』という発想により、前記の『平荷台型』を応用する方式として登場した。
親子型コンテナ登場のきっかけとなった初代の輸送事例として、コンテナの底面周囲を鉄枠で囲った荷台面（親ガメ側）に、特殊な緊締金具を取り付けて、粉体状の三塩化チタニウムを危険物の保安対策と、品質安定のために窒素を充填した円筒形の小型タンク（子ガメ側）を垂直に固縛したうえで、最大6本を纏めて往復輸送（帰路は空容器の回送）をしていた。
その他に、続番のコンテナには私有コンテナ制度が登場する以前より汎用無蓋貨車を使用したアルキルアルミニウム専用容器輸送を、専用のコンテナ輸送に転嫁した事例もある。なおこの方式は、JR貨物発足後に新しい形式付与方式によりUM8C形となり、30年以上経過した現在でも新形式のコンテナ個数を増やしつつ往復輸送（帰路は空容器の回送）し続けている。

### 箱型天井スライド式コンテナ
もともとは、旧、国鉄時代に国鉄自らが所有していた量産汎用型としては唯一の屋根開放式（屋根スライド式）であったC12形を、国鉄の承認を受けて完全コピーした私有コンテナとして登場したタイプであった。ただし、国鉄所有の形式では『有蓋(汎用)』コンテナでの区分であったために、C12形を完全コピーしたこのコンテナの私有登録も、本来ならばこの流れに沿うとUC1形での登録となる。
しかし計画された当時は、すでに国鉄自社で5 t級の汎用型コンテナを複数の登録形式として、数万個規模で所有していた。このために、民間用としてのUC1形を新たに認めるといずれ主力の汎用小口扱い貨物輸送と競合する意味合いもあり、また逆に国鉄形式としては試作品を除く10 t級の汎用形式をわずか2形式で20個程度しか所有せず、事実上は民間との競合も殆どない私有コンテナとしての10 t級汎用形式である、UC5形以外は認めていなかった。これは、小口の雑貨輸送は「国鉄所有の5 t級コンテナで」、また大口の雑貨輸送は「民間所有の10 t級コンテナで」と言う隅分けられていた諸事情により苦肉の策として、このコンテナの屋根面が二重に重なり合ってほぼ全開する構造のために、『無蓋コンテナ』としての登録となった。

### 箱型屋根脱着式コンテナ

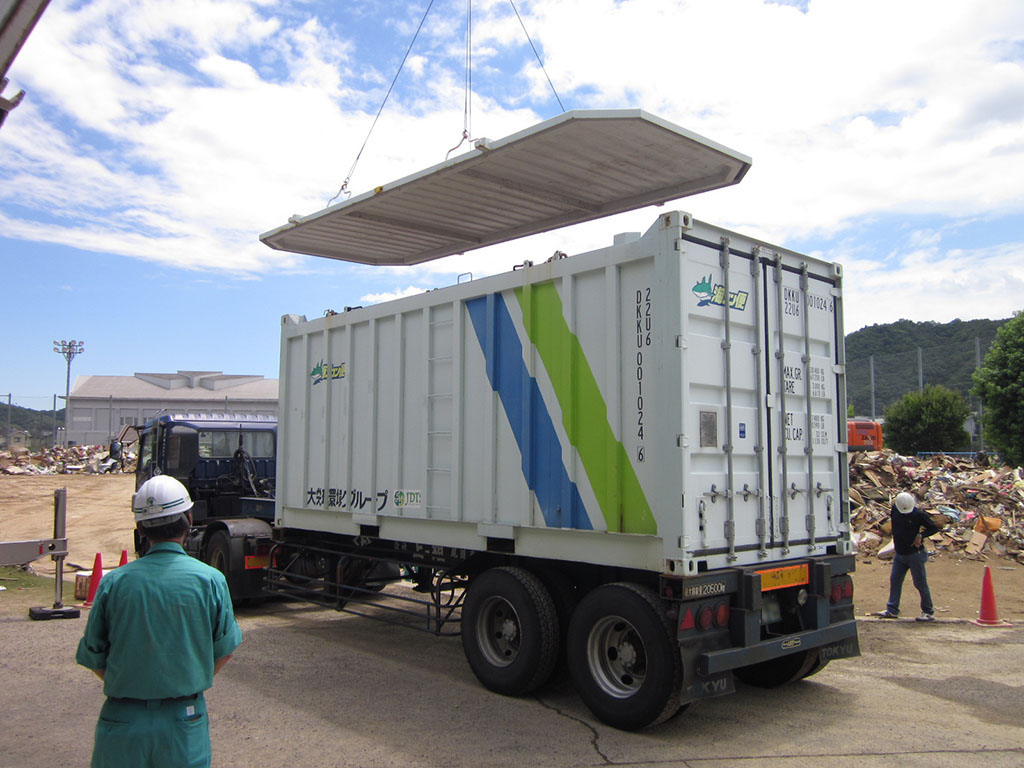
【参考イメージ画像】
海上コンテナ仕様の20 ftコンテナの屋根蓋を、クレーンで吊り上げて元通りに蓋をする直前の風景。

箱型としては、二番目の新しい構造として登場したタイプである。元々、本来の汎用コンテナは側面ドアからの荷役作業が常であった。しかし、これらの本来の用途とは異なる区分形式ながらも国鉄が当時大量に所有し、また箱型の私有無蓋型コンテナでは初の方式として従来の国鉄C12形の流れを受け継いでいた『箱型天井スライド式』では、屋根面の構造由来による段積み(当コンテナの上に他のコンテナを積み上げる)が一切できないために、敷地が狭い貨物駅では保管効率が悪くなると言う運用上における致命的な事情を抱えていた。さらに特殊な構造により、フォークリフトなどでの移動作業による日常的なコンテナ同士の接触などの経年劣化で、屋根部位からの雨漏りリスクが常に付きまとうなどの大きな欠点も抱えていた。
そこでこれを改善するために、新たに屋根の外周部位を残して天井板のみをスッポリと取り外しできる構造として、初代箱型の欠点を全て解決する事となった。また、登場時には既に10 t無蓋コンテナで実用されていた屋根全体を、屋根板の代わりにシート類で覆い被せる方式の最大の欠点であった、作業時あるいは経年劣化による防水シートの破損による水漏れ事故を防ぐ意味合いも持っていた。天井板は、クレーンまたはフォークリフトで吊り上げて、片側三箇所×両側で合計6か所の固定レバーで固定していた。
ただし、この方式はクレーンやフォークリフトなどを使うために多少の手間が掛かる。このために、新形式移行による現在での鉄道用のコンテナでも非常に稀な方式(試作的に、30ft形での一形式一個のみ)ではあるが、海上コンテナでは『ハード・トップ式』として、個数は少ないものの古くから存在している。

## 番台毎の概要
最初に登録された形状は、箱型ではなく10t級のUM5形末期に登場した『平荷台』タイプ（通称、ハーフ型）が、石川島播磨重工により自社製品の建築資材(パイプ類)輸送用として、初登録された。その後、同社増備分は『天井スライド式』を採用した本形式では初となる箱形で登録および、別構造となった久留米運送より『屋根脱着式』の箱形が、連番で登録された。しかし、一転して特殊化学製品の三塩化チタニウムや、アルキルアルミニウム専用容器の専属輸送用に『平荷台』タイプを応用した『親子型』が、1 - 10年ほどの間隔で複数回に分けて登録され続けた。
その後、需要低迷等によりこれらの言わば、専属的に登録された以外では、同タイプで日本フレートライナーから車輪輸送用として、クレーン荷役時の融通がききやすい『平荷台』が1個のみ登録されるも、これを最後に以後は全て新会社となったJR貨物により新形式での登録となる。

### 0番台
- 1 - 27（ 27個）

石川島播磨重工業（現、IHI ）所有。自社製品の建築資材(パイプ類)輸送用のために、1971年6月に東急車輛横浜製作所で、10 ft形コンテナとして製作された。
構造は天井がまったくなく、また四側面の開口部位（いわゆる積み込み口）は、片側面の一箇所のみで中央から左右に独立した二枚のあおり戸開き式の『平荷台型』であった。総重量5.9 t（積荷は5 t）、容積は6.1 m3・床面積は6.9 m2であった。また、空コン時に段積み保管する便利性を考慮して、コンテナ上部面（天井部位）には緊締金具類は無いものの、段積みができるような強度を有していた。ただし、段積み状態での輸送は一切できない。
基本的な輸送区間は、東京地区(品川駅 ・ 汐留駅 ・ 隅田川駅)から、関西地区 ・ 中国地区 ・ 九州地区などであった。しかし、出典に完成時の記録画像が掲載されてはいるものの、それ以外での情報は現在でも実際の輸送風景や固体画像などの情報が一切出て来ないなど、ある意味謎めいたコンテナであった。
- 28 ・ 29（ 2個）

石川島播磨重工業所有。自社製品の建築資材(パイプ類)輸送用のために、1971年7月に東急車輛横浜製作所で、10 ft形コンテナとして製作された。
構造は片妻側一方観音開き構造を兼ね備えた、『箱型天井スライド式』であった。総重量6.7 t（積荷は5 t）、容積は12.9 m3 ・ 床面積は6.85 m2であった。もともとは、国鉄コンテナのC12形を完全コピーしたこの屋根スライド式は結局、私有コンテナとしては最初で最後の製作事例となった。
基本的な輸送区間は、前記の『平荷台型』と同じく東京地区(品川駅 ・ 汐留駅 ・ 隅田川駅)から、関西地区 ・ 中国地区 ・ 九州地区などであった。しかし、出典に製作中の記録画像が掲載されてはいるものの、それ以外での情報は現在でも実際の輸送風景や固体画像などの情報が一切出て来ないなど、このタイプもある意味謎めいたコンテナであった。
- 30 - 89（ 60個）

久留米運送所有として、1971年に富士重工宇都宮製作所で、高さは2.350mmの箱形屋根開閉式、12 ft形として登場した。落成時の運用は、東京地区（品川駅 ・ 汐留駅） - 九州地区（兵小倉駅 ・ 博多港駅）間であった。また積荷は雑貨品を輸送していたものの、コンテナの積荷重量を4 tまでと低めに設定したために、総重量が5.5 t（自重は1.5 t）となっていた。これは、例えば1970年に登場した20 ft級の10 t積み汎用コンテナ（UC5形）でも、国鉄が承認していた総重量は12.3 t（最大積載量は10 tまで）ながらも、登録された大量のコンテナの中には積載トラックの性能が現在より劣っていたり、積載品目の内容あるいは納品先の環境や都合による車重制限などの諸事情により、総重量が10 t（最大積載量は8 t程度）に自主制限していた事例と同じである。
このコンテナは、主に三つの特徴を備えていた。
- 第一の特徴として、もともと箱形コンテナの四隅には鋼製の垂直柱を軸としてコンテナの外枠を作り、さらに柱間の壁と屋根でコンテナ全体を形成して、段積み時の数十 tにもおよぶ垂直加重にも耐えられる。しかし、後述する天井部位と同程度の特殊な構造の開口部を備え、この開口部位を全開した状態で真下に備わる四隅の鋼製柱の形状は、垂直に四角い鋼製柱を薪割りのように半分に割ったイメージとなる比較的幅の細い長方形状の鋼製柱で垂直加重を直接受ける。さらに柱四本のうち、一か所の柱を基点として上下二か所（計四か所）のヒンジで取り付けられた、Ｌ字形二方式開きとなる片妻壁 ・ 片側面開き式のドアが備わり、これがいわゆる各種の箱形コンテナの基本的な積み込み口となっている。

また現在のように、肉厚が薄くても高強度を誇る特殊鋼も登場していない時代下で、現在の四隅柱と変わらない細幅サイズの長方形柱で一時的なドア開放状況がらも、屋根板無しおよび、片妻壁と片側壁なしで段積みに十分耐えうる強度を備えたコンテナが、半世紀以上も前に登場していた当時の製造技術は【特筆】に価する。

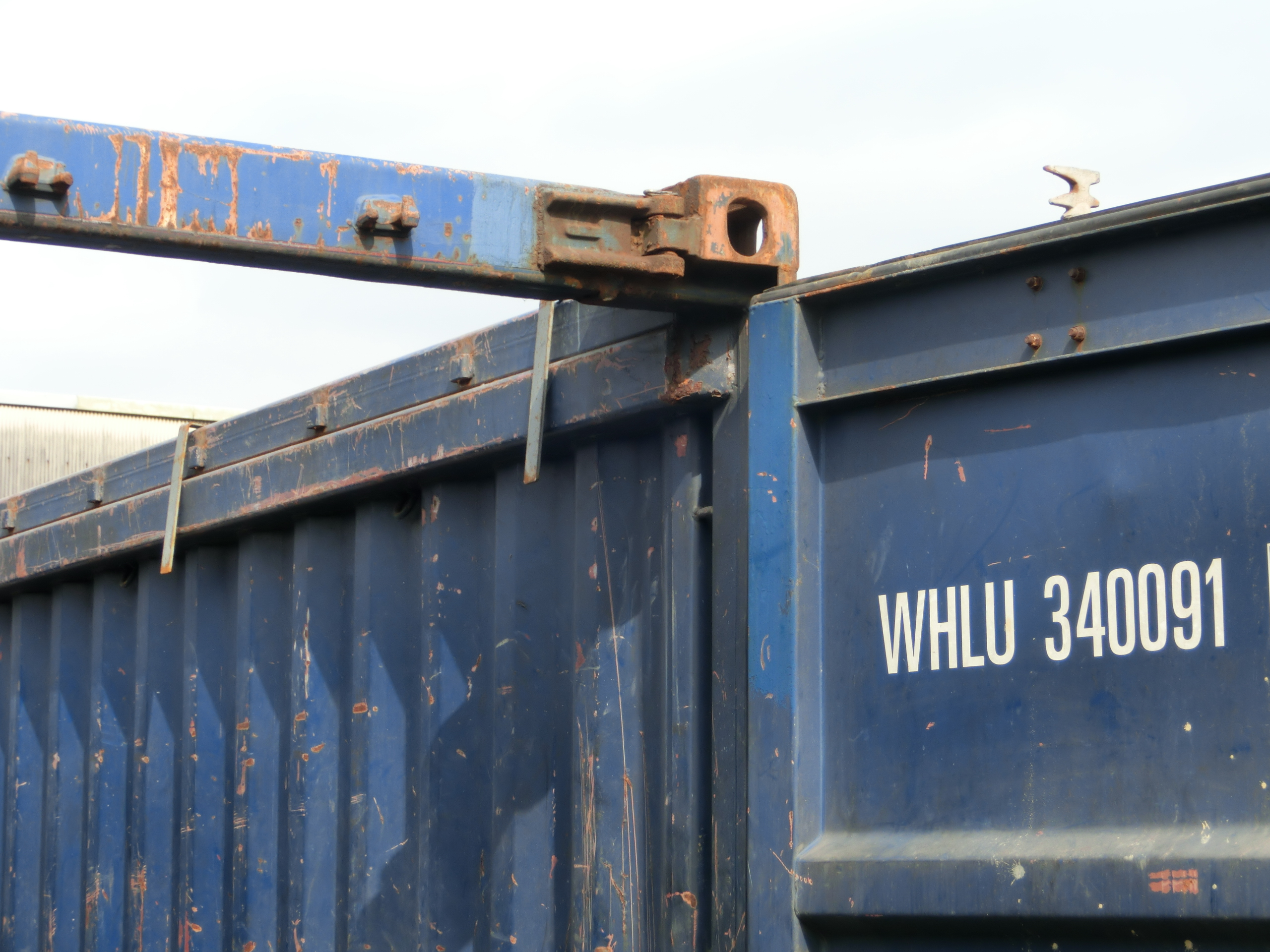
【参考イメージ画像】
海上コンテナ（無蓋タイプ）における、上部梁の正面右側部位のヒンジ構造。ピンを抜いて梁が反対側へ回転して、入り口上部がフリーとなる。

- 第二の特徴として、前記でふれたＬ字形二方式開きドアのうち、片妻側ドアの真上部位を真横に覆っている梁（別名 ・ カモイ）の両端それぞれが、垂直柱の最上部をヒンジのピン止め基点として反対側のピンを抜くと、外側に向かって約270度程（側面壁に寄り添う位置まで）回転してクレーンや、フォークリフト荷役の便利性を高めている。

また同時に両側のヒンジピンを抜いて、梁その物を撤去する事ができる。ただし外した梁面には、左右に分かれるドアロックの上部側受け金具（メス側）が取り付けられているので、この状態では観音扉を閉めることはできない。
- そして最大の特徴は、屋根面の構造にある。例えば、1970年6月に始まった先輩に当たる20 ft形10 t級のUM5形中で、箱形で登録された無蓋コンテナ全量（169個）や、同年に国鉄所有の試作品としてM90形で採用されていたある意味、定番の仕様として屋根部位全面には防水仕様のシート類を掛けて屋根開口部を保護していた。

しかし、当コンテナではこの定番のシート方式が継承されず新しい方式として、屋根板部位が本体外周数値(長さ3,658 mm、幅2,438 mm)と比べて一回りほど小さい開口部を備えて、この開口部に本体の地上高2.350 mmを超えない範囲で内蓋式の天井板をはめ込んで、路面のマンホールに段差のない蓋をするイメージとなる『箱型屋根脱着式』として製作された。また通常、天板の脱着作業ではクレーンあるいはフォークリフトを使うが、天板表面（外側面）にはフォークリフトの爪が差し込めるように、ズボンのベルト通し穴状の専用バンド枠が一列につき、前後二箇所を一組として天板中央に横二列に設置されている。これにフォークリフトの二本爪を同時に差し込み、コンテナをフォークリフトで持ち上げるイメージで脱着作業をおなっていた。
運用面では、このUM1形式中での最大数の保有者であったにもかかわらず現在でも実際にコンテナ車や、トラックでの輸送風景画像は見当たらない。逆に登録から13年後の、遅くとも1984年の撮影画像では、すでに長期間にわたって運用から外れて明らかに使用停止状の態野ざらし状態で、首都圏のトラックターミナル内で段積み留置されている姿がさらされていた。また後年には、地方の営業所などでも放置状態で留置されていたことなどから、現状では登場後に比較的早く引退していたと思われる。
- 90 ・ 91（ 2個）

東洋ストウファーケミカル（現、東ソー・アクゾ）所有。積荷は、ありふれた日用雑貨品から高級車などの各種化学製品のオレフィン系プラスチック製造には、必要不可欠な触媒として使われる三塩化チタニウムの輸送用として、1973年に富士重工宇都宮製作所にて、12 ft形の『親子型コンテナ』として製造された。総重量6.4 t（積荷は4.9 t）、高さは1,100 mm以上で、両側対面形のアオリ戸式であった。また荷役方法は、積荷の特異性により屋根のない天井部位から、すべてクレーンで行なった。
積荷は危険性が非常に高く、さらに特殊な品質のために取り扱い上の安全性確保と、品質保持のために窒素を密封充填した専用容器を『子コンテナ』としていた。また、積載土台となる『親コンテナ』では、コンテナ1個当り最大で6本を輸送することができた。輸送区間は、周防富田駅管内の工場から安治川口駅 ・ 塩浜操車場 ・ 玉前駅などが管轄する顧客であった、合成樹脂 ・ 化学繊維メーカーへ往復輸送（帰路は空容器の回送）されていた。また、そのほかにも化学工業地帯を抱える神栖駅や、四日市駅などでも取り扱われていたとする記述も散見するが、確たる出典は見当たらない。
このコンテナは特殊構造の私有コンテナとしては比較的長寿命で、時期不明ながらも2000年前後まで継続的に使われていたが、製造方法の変更により需要がなくなり廃コンとなった。
- 92 ・ 93（ 2個）

前記の90 ・ 91 とまったく同じ内容で、追加増備分として1973年に製造された。
- 94（ 1個）

前記の90 ・ 91 とまったく同じ内容で、追加増備分として1976年に製造された。
- 95 - 118（ 24個）

日本石油輸送所有、東洋ストウファーケミカル（現、東ソー・アクゾ）借受。無蓋コンテナでは初となるリース契約により、特殊コンテナで多くのリース実績のある日本石油輸送により借り受ける形で、1986年に東急横浜製作所にて、12 ft形の親子型コンテナとして製作された。四側面の開口部は、両側対面形の観音開き方式であった。
もともとは私有コンテナ制度ができる以前から根強い需要があり、特定の荷主が所有していた超危険物であるアルキルアルミニウムを詰め込んだ横長の特殊な小型タンクを、国鉄が所有していた無蓋貨車の一部車両を改造した専用車として、特定区間を往復輸送（復路は空タンクを回送）していた。しかし、1984年2月1日付けで従来からの『ヤード集約輸送』が全国一斉に廃止された影響で、無蓋貨車輸送が一切できなくなってしまった。
この打開策として、『平荷台型』を応用して親側コンテナの容姿は多少ちがうものの、輸送できなくなった子側の特殊な横長小型タンクを専用金具で固縛して、二個積載して貨車時代同様に往復輸送していた。また、危険性の高い積荷の関係で関連法令により特殊な消化剤などの保安用具を収めた赤色の専用箱も、コンテナ内の一角に設置されている。このコンテナは、令和に入っても当初の登録個数よりは減少しているものの、その後に新形式となったUM8C形で増備された固体とともに、当初のリース契約継続状態で稼動している。
- 119（ 1個）

日本フレートライナー所有。国鉄広島工場にて、製造年不明で製作された。12 ft形の、総重量6.3 t（積荷は5 t）であった。積荷は主に車輪を輸送していたために、クレーン荷役に最適な天井がまったくない『平荷台型』であった。ただし、四側面の開口部位（いわゆる積み込み口）は一切ないというある意味、荷役はすべて天井開口部位からという珍しい構造であった。
また空コン時に段積み保管する便利性を考慮して、コンテナ上部面（天井部位）には緊締金具類は無いものの、段積みができるような強度を有していた。ただし、段積み状態での輸送は一切できない。　

## ギャラリー

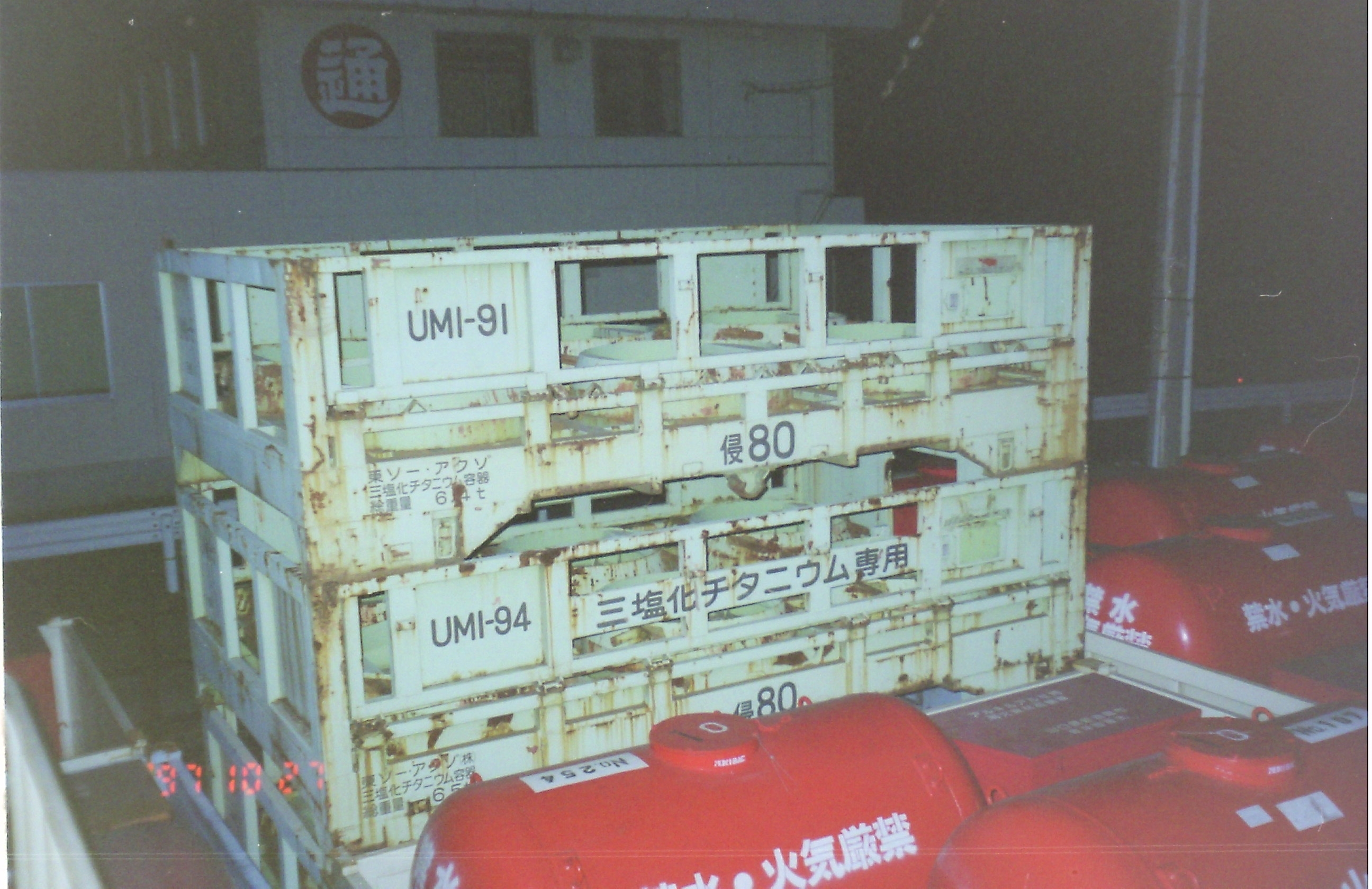
UM1-91　東ソー・アクゾ所有。
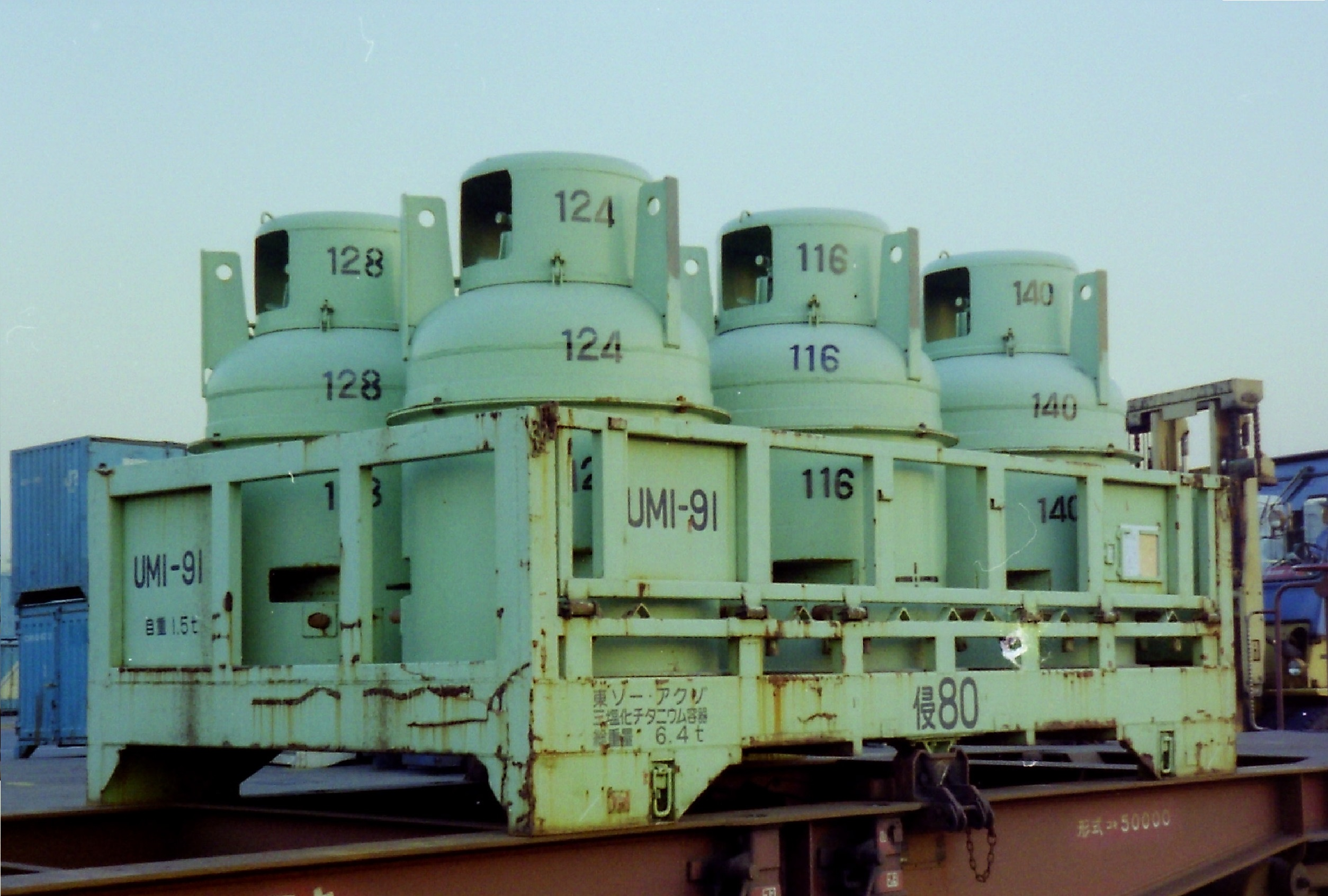
UM1-91　東ソー・アクゾ所有。

### 補足
1. ↑  イメージとしては、建物周りに設置されている排水路で一時的に雨水や汚水を貯めて、ゴミや汚泥を沈殿させる為の四角い蓋付きコンクリート製のマス(角形の簡易マンホール)と同じ構造である。
2. ↑  例えば、納品先への侵入路の途中での橋や溝ふたの重量制限や、施設内の路面強度 ・ 地下または二階以上の階層へのスロープや車両用エレベーター強度などで、建設当時の設定制限重量値の低下や建築技術力の未熟、あるいは経年劣化などの諸因が考えられる。これは、現在でも立体駐車場やビルなどの入り口でよくみられる、建築当時はほとんど問題がなかった車高制限値の2.1 mの設計的設定値が、その後の時代の流れで背高のワンボックス車などが増えたり、納品用トラックの構造が変わり僅か数cmの僅差で進入できない弊害が多発している事情と同じである。
3. ↑  ただし、出典記述【国鉄時代の私有コンテナ第33回／月刊とれいん詩2014-4発行／記載 p39】内では、「高さが2.350 mm」となってはいるが、これは当時の標準的な汎用コンテナの高さと同等の数値であるので、執筆者側の完全な誤記である。よって、同じ紙面に掲載されている公式図面の高さを代わりに記した。ただし、図面数値の字体が細く拡大しても四桁の数値下二桁が潰れているために、あえて「1,100以上mm 」）との記述とした。
4. ↑  ただし、参考事項として【国鉄時代の私有コンテナ第34回／月刊とれいん詩2014-5発行／記載 p30】では、図面を含めた公式資料がないために筆者の現物確認からの推測ながらも、「1991年にJR貨物広島車両所（旧、国鉄広島工場）で製作されたM2A形、無蓋コンテナと外観や構造が酷似している。またM2A形と一緒に運用されている。」との記述がある。これらのことから、1987年4月1日よりJR貨物へコンテナ管理が移行して数ヵ月後に新形式に変更される前の、旧形式の登録となっているので、遅くとも1987年前期までには完成していたことになる。